# Веддрік Леонардо
Веддрік Леонардо (індонез. Veddriq Leonardo, 11 березня 1997, Понтіанак) — індонезійський спортсмен із спортивного скелелазіння, який спеціалізується у лазінні на швидкість. Леонардо поновляв світовий рекорд у цій дисципліні двічі протягом року, спочатку після встановлення його на шляху до перемоги у змаганнях зі скелелазіння серед чоловіків на Кубку світу зі скелелазіння 2021 року в Солт-Лейк-Сіті, а потім знову на Кубку світу зі скелелазіння 2023 року в Сеулі. Він став олімпійським чемпіоном літніх Олімпійських іграх 2024 року у лазінні на швидкість серед чоловіків, та став першим індонезійським олімпійським чемпіоном не в бадмінтоні.
Веддрік Леонардо вперше познайомився зі скелелазінням у першому класі середньої школи. У 2014 році він брав участь у своєму першому національному чемпіонаті в Танджунг-Балай-Карімун, де потрапив до вісімки кращих. У 2016 році він здобув свою першу медаль (бронзову) на юніорському національному чемпіонаті в Бангка-Белітунг. Першим міжнародним змаганням для Веддріка Леонардо став чемпіонат світу в Москві 2018 року, де він посів третє місце.